# Maisnil

Maisnil este o comună în departamentul Pas-de-Calais, Franța. În 1 ianuarie 2022 avea o populație de 257 de locuitori.